# 鯉魚門道

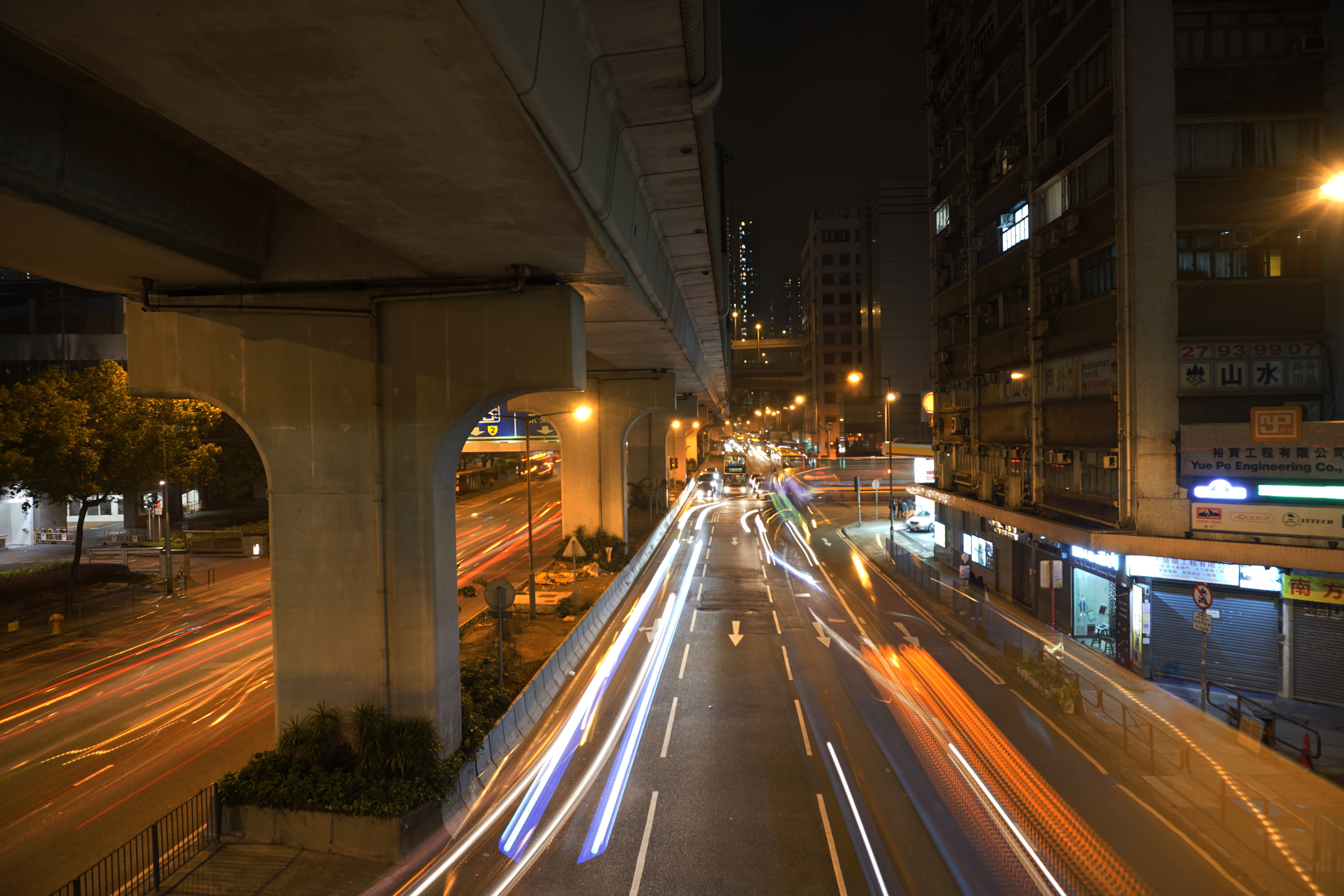
鯉魚門道夜景

鯉魚門道（英語：Lei Yue Mun Road）是香港九龍觀塘至油塘的主要幹道，全長約2.5公里，自觀塘道翠屏道交界開始，東至高超道，接通將軍澳道、東區海底隧道和啟田道等道路，其中翠屏道至將軍澳道一段屬於7號幹線，將軍澳道至啟田道一段屬於2號幹線，而鯉魚門道也是九龍東塞車黑點，預計將在將軍澳藍田隧道通車可解決上述情況。
值得一提，油塘一段鯉魚門道不能直接通往屬2號幹線的一段鯉魚門道，兩段被藍田迴旋處分隔。如從油塘一段的鯉魚門道直駛，將通往觀塘道。因為鯉魚門道的盡頭鄰近鯉魚門，鯉魚門道因此得名。

## 歷史
1971年1月，鯉魚門道介乎將軍澳道至油塘道一段進行擴闊工程，工期十個月，耗資45萬港元。

## 沿線建築物
- 觀塘游泳池（鯉魚門道／翠屏道交界，翠屏道2號）
- 新城工商中心（鯉魚門道2號）
- 觀塘警署（鯉魚門道9號／鯉魚門道1號（舊））
- 觀塘裁判法院（鯉魚門道10號）
- 鯉安苑（鯉魚門道11號，前觀塘（鯉魚門道）邨）
- 東九龍政府合署（鯉魚門道12號）
- 滙景花園及藍田公共運輸交匯處（匯景道1-17號）
- 藍田救護站（鯉魚門道30號）
- 聖安當女書院（高超道1號）
- 油麗邨7期信麗樓
- 油翠苑（鯉魚門道56號）
- 油塘邨、油美苑、鯉魚門廣場（鯉魚門道80號）
- 高翔苑（高超道32號）

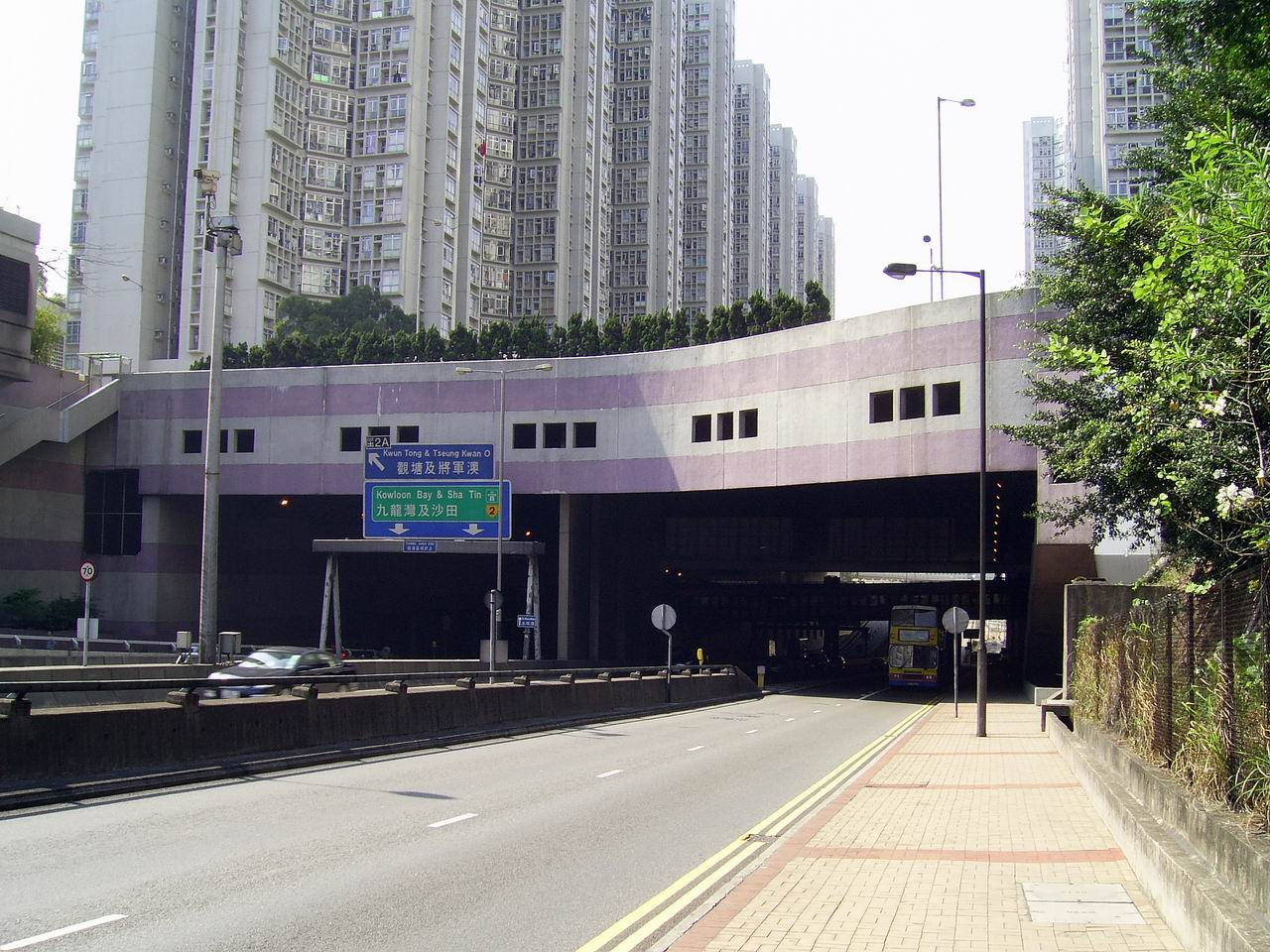
藍田站滙景花園平台橫跨鯉魚門道
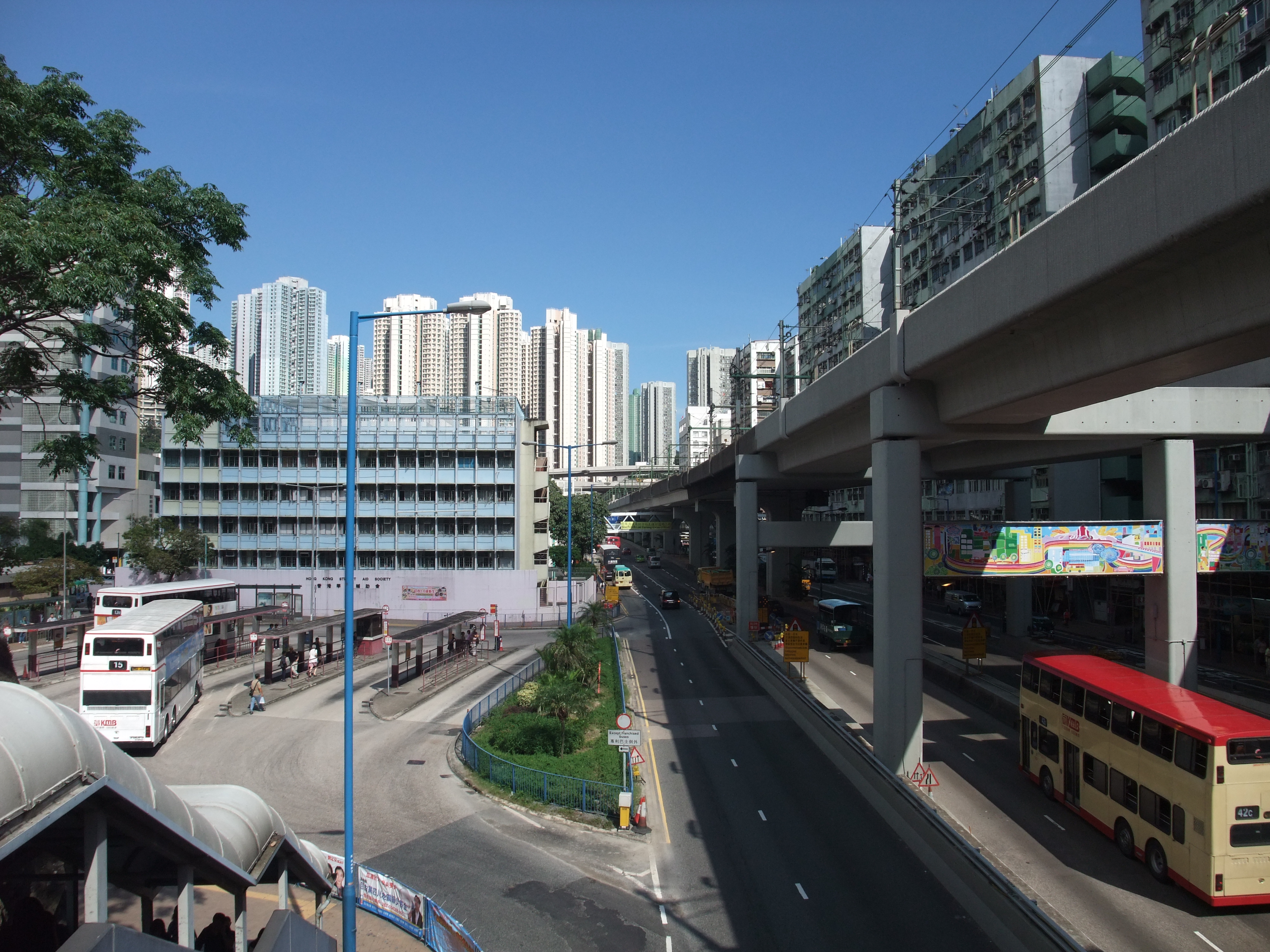
鯉魚門道近港鐵觀塘站，觀塘綫路軌以架空天橋方式建於道路上

## 交匯道路
- 觀塘道
- 翠屏道
- 偉發道
- 茶果嶺道
- 將軍澳道
- 觀塘繞道
- 啓田道
- 油塘道
- 高超道

## 出口
| 鯉魚門道                                            | 鯉魚門道 | 鯉魚門道                            |
| --------------------------------------------------- | -------- | ----------------------------------- |
| 北行                                                | 出口編號 | 南行                                |
| 連接觀塘繞道                                        |          |                                     |
| 鯉魚門道段終點                                      |          | 鯉魚門道段起點                      |
| 將軍澳、觀塘、茶果嶺、西貢 將軍澳道、觀塘道、偉發道 | 2A       | 不適用                              |
| 不適用                                              | 2        | 鯉魚門、藍田、油塘 鯉魚門道、啓田道 |
| 鯉魚門道段起點                                      |          | 鯉魚門道段終點                      |
| 連接東區海底隧道                                    |          |                                     |